# Henrik Christiansen (pływak)
Henrik Christiansen (ur. 9 października 1996 w Skjetten) – norweski pływak specjalizujący się w stylu dowolnym, wicemistrz świata, dwukrotny wicemistrz Europy i finalista igrzysk olimpijskich.

## Kariera
W 2015 roku podczas mistrzostw świata w Kazaniu zajął piąte miejsce na dystansie 800 m stylem dowolnym, czasem 7:45,66 poprawiając rekord Norwegii. W konkurencjach 1500 i 400 m stylem dowolnym uplasował się odpowiednio na 12. i 13. pozycji. Na 400 m stylem zmiennym był dwudziesty piąty.
Kilka miesięcy później, na mistrzostwach Europy na krótkim basenie w Netanji z czasem 14:23,60 zdobył brązowy medal na 1500 m stylem dowolnym.
Podczas mistrzostw Europy w Londynie w 2016 roku wywalczył srebro w konkurencji 400 m kraulem (3:46,49).
Na igrzyskach olimpijskich w Rio de Janeiro na dystansie 1500 m stylem dowolnym w eliminacjach ustanowił nowy rekord swojego kraju (14:55,40)  i zakwalifikował się do finału, w którym z czasem 15:02,66 zajął ósme miejsce. W konkurencji 400 m stylem dowolnym był siedemnasty (3:47,90), a na dystansie dwukrotnie krótszym uplasował się na 40. pozycji.